# Titularbistum Thysdrus
Thysdrus (ital.: Tisdro) ist ein Titularbistum der römisch-katholischen Kirche.
Es geht zurück auf einen untergegangenen Bischofssitz in der gleichnamigen antiken Stadt (heute El Djem in der Sahelregion Tunesiens), die in der römischen Provinz Africa bzw. in der Spätantike Byzacena lag.
| Titularbischöfe von Thysdrus |                                                     |                                                   |                |                 |
| Nr.                          | Name                                                | Amt                                               | von            | bis             |
| 1                            | Carlos Quintero Arce Titularerzbischof pro hac vice | Koadjutorerzbischof von Hermosillo (Mexiko)       | 3. März 1966   | 18. August 1968 |
| 2                            | Raymond Larose CSC                                  | emeritierter Bischof von Chittagong (Bangladesch) | 3. August 1968 | 17. Mai 1984    |
| 3                            | Abelardo Alvarado Alcántara                         | Weihbischof in Mexiko (Mexiko)                    | 26. April 1985 | 3. Juli 2021    |
| 4                            | Ricardo Hoepers                                     | Weihbischof in Brasília (Brasilien)               | 24. Mai 2023   |                 |